# 木口敬三
木口 敬三（きぐち けいぞう、1941年10月6日-）は、日本の画家、美術講師。
岡山県倉敷市において、銅版画を中心に制作活動を行うとともに、美術系大学受験を主目的とした画塾「木口美術研究所」で講師活動を行っている。演出家・劇作家の危口統之の父。

## 来歴
岡山県倉敷市出身。岡山県立倉敷青陵高等学校を経て、1966年武蔵野美術大学洋画科主席卒業。フランス政府私費留学試験合格後、1968年から1972年にかけて2度のフランス・ヨーロッパ留学を行う。その後倉敷市に戻り、1970年代前半ごろより地域の専門学校や高校などで美術指導を開始。1984年に画塾「木口美術研究所」を設立。以後銅版画を中心とした作品制作ならびに、美術系大学受験を志す高校生の指導を中心に、地域の芸術・文化活動に尽力している。

## 主な作品

### 個展
- 1970年頃　個展 ／ ズニニ画廊（パリ）

- 1973年　個展 ／ 倉敷美術サロンギャラリー

- 1981年　三人展 ／ 倉敷スヤマ画廊

- 1986年　二人展 ／ 倉敷市立美術館
- 1997年　個展 ／ 倉敷三越
- 1999年　個展 ／ 倉敷三越
- 2000年　個展 ／ 横井画廊（倉敷市）
- 2001年　個展 ／ 倉敷三越
- 2003年　個展 ／ 倉敷三越

- 2007年　個展 ／ 倉敷天満屋
- 2009年　個展【風と音の風物詩展】 ／ 倉敷天満屋
- 2011年　個展 ／ 倉敷天満屋
- 2013年　個展 ／ 倉敷天満屋
- 2015年　個展 ／ 倉敷天満屋
- 2017年　個展 ／ 倉敷天満屋
- 2019年　個展 ／ 倉敷天満屋
- 2021年　個展 ／ 倉敷天満屋

### 作品出展
- 1970年頃　アート・リブール展/パリ
- 1977年　第12回リュブリャナ国際版画ビエンナーレ ／ リュブリャナ近代美術館

- 1978年　第8回イビザ国際版画ビエンナーレ ／ スペイン　イビザ現代美術館（’80 '82）

- 1980年   第1回 韓国国際ミニアチュール版画ビエンナーレ（ソウル）

- 1983年　第8回 瀬戸内現代美術展（招待）／ 岡山県総合文化センター（'85）

- 1984年　イビザグラフィカ国際版画ビエンナーレ・選抜スペイン巡回展
  - 詩画展（招待）／ 岡山県総合文化センター

- 1990年　現代作家の眼展（招待）／ 岡山県総合文化センター

- 1997年　クラクフ国際版画トリエンナーレ ／ ポーランド（'03）
- 2003年　Directory of print〈世界の版画家322人収録〉

- 2007年　ポーランド　クラクフの「Icon Data 2008」（招待されるも不出品）

- 2017年　武蔵野美術大学　岡山支部展出品（岡山県天神山文化プラザ）

- 2018年　倉敷青陵高校OB美術展出品（倉敷市立美術館）

- 2019年　武蔵野美術大学　岡山OB美術展（岡山天神山文化プラザ）

- 2020年　KIGU美展　天神山文化プラザ

### 舞台出演
- 2014年　危口統之主催＂悪魔のしるし＂舞台「わが父ジャコメッティ」出演・舞台上制作（横浜・京都・スイス　計12回公演）

- 2016年　「わが父ジャコメッティ」再演（大阪国立国際美術館小ホール）

### 受賞歴
- 1973年　第1回WPC世界版画コンクール入選 ／ サンフランシスコ近代美術館
- 1977年　第2回WPC世界版画コンクール入選 ／ サンフランシスコ近代美術館

- 2001年　第5回スウェーデン国際版画ビエンナーレ展　最優秀賞受賞

### その他作品
- 緞帳制作（倉敷青陵高校）
- 著作：「石膏デッサンテキスト」（倉敷市立美術館）

### 講師歴
- 中国デザイン専門学校（現在は退職）　シルクスクリーン・銅版画
- 山陽新聞カルチャープラザ（本部教室）　デッサンから始める絵画
- 連島公民館（市民講座）　楽しい絵画教室
- 木口美術研究所　美術系大学受験講座